# 扬·阿列克谢
扬·阿列克谢（羅馬尼亞語：Ion Alexe，1946年7月25日—），罗马尼亚男子拳击运动员。他曾代表罗马尼亚参加1968年和1972年夏季奥林匹克运动会拳击比赛，其中1972年奥运会获得一枚银牌。